# Jamahal Hill
Jamahal Alexander Hill (Chicago, 19 de maio de 1991) é um lutador de artes marciais mistas norte-americano. Atualmente, ele compete na divisão de peso meio-pesado do Ultimate Fighting Championship (UFC), onde já foi campeão meio-pesado.

## Vida pessoal
Hill mudou-se para Grand Rapids quando tinha 12 anos de idade. Ele concluiu seus estudos na Rogers High School, localizada em Wyoming, Michigan. Apesar de ter recebido uma oferta para uma carreira no basquetebol na Universidade Davenport, Hill optou por iniciar sua jornada nas artes marciais mistas profissionais em 2017.

## Carreira no MMA

### Início de carreira
Iniciando sua carreira em 2017, Hill obteve um impressionante início profissional com cinco vitórias consecutivas, sendo que quatro desses combates foram realizados sob a chancela da KnockOut Promotions. Em apenas sua quarta luta profissional, Hill conquistou uma vitória sobre Dequan Townsend, futuro lutador do UFC, mesmo considerando que Townsend já acumulava 26 lutas profissionais antes desse confronto.
Posteriormente, Hill recebeu o convite para participar da 21ª edição do Dana White's Contender Series em 2019, onde enfrentou e venceu Alexander Poppeck por nocaute técnico no segundo round. Essa vitória garantiu a assinatura de seu contrato com o UFC.

### UFC
Após somar um cartel de 6-0 no MMA profissional, Hill foi contratado pelo UFC em 2019. Hill estreou no UFC em 25 de janeiro de 2020, no UFC Fight Night 166, contra Darko Stošić. Ele saiu vitorioso da luta por decisão unânime.
Em seguida, Hill enfrentou Klidson Abreu em 30 de maio de 2020, no UFC on ESPN: Woodley vs. Burns. Inicialmente, ele venceu por nocaute técnico no primeiro round, mas essa vitória foi posteriormente anulada em 3 de setembro, devido ao teste positivo de Hill para maconha. Como resultado, ele foi suspenso por seis meses e multado em 15% de sua bolsa de luta.
No dia 5 de dezembro de 2020, Hill enfrentou Ovince Saint Preux no UFC on ESPN 19. Durante a pesagem, Saint Preux, ex-desafiante interino ao título dos meio-pesados do UFC, registrou um peso de 207,5 libras, uma libra e meia acima do limite combinado para lutas não-título da categoria meio-pesado. O combate prosseguiu como uma luta em peso combinado, e Saint Preux foi multado em 20% de sua bolsa individual, que foi repassada a Hill. Hill conquistou a vitória por nocaute técnico no segundo round.
Originalmente agendado para enfrentar Paul Craig em 20 de março de 2021 no UFC on ESPN 21, Hill teve que se retirar da luta devido a um teste positivo para COVID-19 em 10 de março. No entanto, a luta entre Hill e Craig foi remarcada e ocorreu em 12 de junho de 2021, no UFC 263. Infelizmente, Hill sofreu um deslocamento do cotovelo logo no início da luta, por meio de uma chave de braço aplicada por Craig, resultando em uma derrota por nocaute técnico no primeiro round.
Em 2 de outubro de 2021, Hill estava programado para enfrentar Jimmy Crute no UFC Fight Night 193. No entanto, a luta foi reagendada para o UFC on ESPN: Font vs. Aldo, dois meses depois. Ele conquistou a vitória por nocaute no primeiro round, aos 48 segundos de luta. Essa performance lhe rendeu o prêmio de Performance da Noite.
Em sua primeira luta principal no UFC, Hill enfrentou Johnny Walker em 19 de fevereiro de 2022, no UFC Fight Night: Walker vs. Hill. Ele venceu por nocaute no primeiro round, o que lhe garantiu seu segundo prêmio de Performance da Noite.
Hill enfrentou Thiago Marreta em 6 de agosto de 2022, no UFC on ESPN 40. Ele saiu vitorioso da luta por nocaute técnico, e esse combate rendeu o prêmio de Luta da Noite para ambos os atletas.
Embora inicialmente estivesse programado para enfrentar Anthony Smith em 11 de março de 2023 no UFC Fight Night 221, Hill foi retirado dessa luta após ser escalado para lutar no evento principal do UFC 283, onde disputou o título vago dos meio-pesados do UFC contra Glover Teixeira em 21 de janeiro de 2023. Nessa luta, Hill venceu por decisão unânime e conquistou o título, tornando-se o primeiro ex-participante do Dana White's Contender Series a conquistar um titulo no UFC. Além de lhe render o prêmio de Luta da Noite para os dois lutadores.
Em 13 de abril, Hill enfrentou o brasileiro Alex Poatan pelo titulo da categoria no evento principal do UFC 300: Pereira vs. Hill. Poatan derrotou Hill por nocaute técnico aos 3:14 do primeiro round.

## Vida pessoal
Em 28 de novembro de 2023, Hill foi preso no Condado de Kent, Michigan, sob acusação de violência doméstica agravada, após supostamente agredir seu irmão na noite de 27 de novembro.
Na mesma noite, ele foi posteriormente liberado sob fiança.

## Cartel no MMA
| Cartel no MMA   |             |            |
| 16 lutas        | 12 vitórias | 3 derrotas |
| Por nocaute     | 7           | 3          |
| Por finalização | 0           | 0          |
| Por decisão     | 5           | 0          |
| No contest      | 1           | 1          |

| Res.    | Cartel   | Oponente          | Método                                | Evento                                  | Data       | Round | Tempo | Local                      | Notas |
| ------- | -------- | ----------------- | ------------------------------------- | --------------------------------------- | ---------- | ----- | ----- | -------------------------- | --- |
| Derrota | 12-3 (1) | Jiří Procházka    | Nocaute Técnico (socos)               | UFC 311: Makhachev vs. Moicano          | 18/01/2025 | 3     | 3:01  | Inglewood, Califórnia      | |
| Derrota | 12-2 (1) | Alex Pereira      | Nocaute Técnico (socos)               | UFC 300: Pereira vs. Hill               | 13/04/2024 | 1     | 3:14  | Las Vegas, Nevada          | Pelo Cinturão Meio-Pesado do UFC. |
| Vitória | 12-1 (1) | Glover Teixeira   | Decisão (unânime)                     | UFC 283: Teixeira vs. Hill              | 21/01/2023 | 5     | 5:00  | Rio de Janeiro             | Conquistou o titulo vago da categoria Meio-Pesado do UFC; Luta da Noite; Vagou o cinturão devido a lesão;                                   |
| Vitória | 11-1 (1) | Thiago Marreta    | Nocaute Técnico (socos e cotoveladas) | UFC on ESPN: Santos vs. Hill            | 06/08/2022 | 4     | 2:31  | Las Vegas, Nevada          | Luta da Noite. |
| Vitória | 10-1 (1) | Johnny Walker     | Nocaute (soco)                        | UFC Fight Night: Walker vs. Hill        | 19/02/2022 | 1     | 2:55  | Las Vegas, Nevada          | |
| Vitória | 9-1 (1)  | Jimmy Crute       | Nocaute (socos)                       | UFC on ESPN: Font vs. Aldo              | 04/12/2021 | 1     | 0:48  | Las Vegas, Nevada          | Performance da Noite. |
| Derrota | 8-1 (1)  | Paul Craig        | Nocaute Técnico (cotoveladas e socos) | UFC 263: Adesanya vs. Vettori           | 12/06/2021 | 1     | 1:59  | Glendale, Arizona          | |
| Vitória | 8-0 (1)  | Ovince St. Preux  | Nocaute Técnico (joelhadas e socos)   | UFC on ESPN: Hermansson vs. Vettori     | 05/12/2020 | 2     | 3:37  | Las Vegas, Nevada          | Luta em Peso Casado; |
| NC      | 7-0 (1)  | Klidson Abreu     | Sem Resultado (mudado)                | UFC on ESPN: Woodley vs. Burns          | 30/05/2020 | 1     | 1:51  | Las Vegas, Nevada          | Originalmente uma vitória por nocaute técnico (joelhada no corpo e socos) para Hill; revertida depois que ele testou positivo para maconha. |
| Vitória | 7-0      | Darko Stocič      | Decisão (unânime)                     | UFC Fight Night: Blaydes vs. dos Santos | 25/01/2020 | 3     | 5:00  | Raleigh, Carolina do Norte | Estreia no UFC. |
| Vitória | 6-0      | Alexander Poppeck | Nocaute Técnico (cotoveladas e socos) | Dana White’s Contender Series Season 3  | 23/07/2019 | 2     | 4:29  | Las Vegas, Nevada          | |
| Vitória | 5-0      | William Vincent   | Nocaute Técnico (desistência)         | Lights Out Championship 2               | 16/02/2019 | 1     | 5:00  | Grand Rapids, Michigan     | |
| Vitória | 4-0      | Dequan Townsend   | Decisão (unânime)                     | Knockout Promotions 62                  | 30/06/2018 | 5     | 5:00  | Grand Rapids, Michigan     | Conquistou o titulo da categoria Meio-Pesado do KOP;                                                                                        |
| Vitória | 3-0      | William Vincent   | Decisão (unânime)                     | Knockout Promotions 61                  | 21/04/2018 | 3     | 5:00  | Grand Rapids, Michigan     | |
| Vitória | 2-0      | Mike Johnson      | Nocaute Técnico (socos)               | Knockout Promotions 59                  | 16/12/2017 | 1     | 4:45  | Grand Rapids, Michigan     | |
| Vitória | 1-0      | Alex Davidson     | Decisão (unânime)                     | Knockout Promotions 58                  | 30/09/2017 | 3     | 5:00  | Grand Rapids, Michigan     | |